# Yevhen Makarenko
Yevhen Oleksandrovych Makarenko (en ukrainien : Євген Олександрович Макаренко), né le 21 mai 1991 à Kiev en Ukraine, est un footballeur international ukrainien qui évolue au MOL Fehérvár FC en Hongrie.

## Biographie

### En club
Avec le Dynamo Kiev, il joue quatre matchs en Ligue des champions, et sept en Ligue Europa.

### En équipe nationale
Il joue son premier match en équipe d'Ukraine le 5 mars 2014, en amical contre les États-Unis (victoire 2-0 à Larnaca).

## Palmarès
- Champion d'Ukraine en 2015 et 2016 avec le Dynamo Kiev
- Vainqueur de la Coupe d'Ukraine en 2014 avec le Dynamo Kiev